# Humpolec
Humpolec (tjekkisk udtale: [ˈɦʊmpɔlɛt͡s] ; tysk: Humpoletz) er en by i distriktet Pelhřimov i regionen Vysočina  i Tjekkiet med omkring 11.000 indbyggere.
Landsbyerne Brunka, Hněvkovice, Kletečná, Krasoňov, Lhotka, Petrovice, Plačkov, Rozkoš, Světlice, Světlický Dvůr og Vilémov er administrative dele af Humpolec.

## Geografi
Humpolec ligger omkring 22 km  nordvest for Jihlava, omtrent halvvejs mellem Prag og Brno i Křemešník-højlandet. Det højeste punkt er bakken Krásná vyhlídka med en højde på 663 moh. Der er adskillige små damme i kommunen, nogle af dem er i byområdet.

## Historie
Den første skriftlige omtale af Humpolec er fra 1178. I det 13.-15. århundrede var det en sølvmineby. Humpolec blev kendt for draperiproduktion fra det 17. århundrede, som nåede sit højdepunkt i det 19. århundrede.

## Økonomi
Humpolec er traditionelt en industriby. Den største arbejdsgiver er Valeo Compressor Europe, en producent af kompressorer til biler. Siden 1597 er Bernard Bryggeri etableret i byen.

## Transport
Motorvej D1 fra Prag til Brno går gennem Humpolec.
Den lokale jernbane til Havlíčkův Brod starter her.

## Seværdigheder
Sankt Nikolaus Kirke var oprindeligt en tidlig gotisk kirke, genopbygget i 1721-1722 i gotisk-barok stil af Jan Santini Aichel. Dens nuværende nygotiske form er et resultat af genopbygningen i 1895.
Den evangeliske kirke blev bygget i historisk stil i 1862, og tårnet blev tilføjet i 1890-1891. Sammen med præstegården fra 1854 og den evangeliske skole udgør den et område fredet som kulturminde.